# ミルウォーキー・ブルワーズ
ミルウォーキー・ブルワーズ（英語: Milwaukee Brewers、略称: MIL、ブ軍）は、メジャーリーグベースボール（以下、MLB）ナショナルリーグ中地区所属のプロ野球チームである。本拠地はウィスコンシン州ミルウォーキーにあるアメリカンファミリー・フィールド。

## 概要
チーム名にある「ブルワー（brewer）」は「醸造者」を意味する英語で、本拠地のミルウォーキーがビール醸造で有名であることにちなむ。｢rew」は現地では「ルー」と発音するため「ブルーワーズ」と呼称されることもあるほか、日本では「ブリュワーズ」と表記されることも多い。チームを表す「crew｣（クルー）との韻を踏んで「Brew Crew」というニックネームがある。チームロゴマークはグローブにボールが入っている図案だが、このグローブはチーム名の頭文字「m」と「b」を組み合わせて形作っている。限定ユニフォームでは“Brewers”をスペイン語で表した「Cerveceros」やポーランド語で表した「Piwowarzy」のロゴを使用する。
2000年より使用されているチームキャップにはミルウォーキーの頭文字「M」の下にビールの主原料である大麦が描かれている。現在はマーク・アタナシオがオーナーをつとめる。
1997年まではアメリカンリーグに所属していたが、1998年の球団拡張に伴う地区再編により、ナショナルリーグへ移籍した。また、アメリカンリーグ時代は1971年までは西地区で、1972年からはワシントン・セネタースのテキサス州アーリントンへの本拠地移転に伴い東地区へ移動し、1994年の3地区制導入後は中地区に移動した。1998年のナショナルリーグ移籍後もそのまま中地区所属であった。
マスコットのバーニー・ブルワーはチームの創成期、「（当時の本拠地）カウンティ・スタジアムに4万人のファンが詰めかけるまでここを離れない」と40日間スコアボードの上に住み続けた実在のファンがモデル。
2001年に開場した現本拠地のアメリカンファミリー・フィールドは、かつては地元創業のビール会社であるミラー社が命名権を持っていた。世界4番目の開閉式屋根付き球場で、ホームランが出ると外野スタンドに設置されたすべり台から登場するマスコット「バーニー・ブルワー」や、着ぐるみが競走を行う「ソーセージ・レース」などのユニークなイベントが行われる。
ナショナルリーグで史上初めて、レギュラーシーズンを負け越した成績でポストシーズン進出を決めたチームである。
ワールドシリーズ制覇を達成しておらず、ナショナルリーグ移籍以降出場もないが、アメリカンリーグ時代に一度出場している。

## 球団の歴史

### 19世紀～球団発足まで
ブルワーズの愛称は古くから用いられており、マイナーリーグでも同名のチームが19世紀からいくつも存在した。ブルワーズを名乗ったメジャーリーグの球団は、1884年のユニオン・アソシエーションに初めて登場し、1891年のアメリカン・アソシエーションにも同じ名前の球団が登場した。この2つの球団は元々マイナーリーグで活動していたのだが、当時メジャーリーグで活動していた別球団がシーズン中に破綻し、その残り日程の消化のために急遽参画したという歴史を持ち、メジャー球団としての活動は短命であった。
MLBでフルシーズンを戦う「ミルウォーキー・ブルワーズ」が登場したのは1901年のことだが、この球団もすぐに移転し、翌年にはセントルイス・ブラウンズとなった。この球団は1954年にボルチモアに再移転（1950年代の移転ブームのさきがけとなった）してボルチモア・オリオールズとなり、現在に至る。1953年にはボストン・ブレーブスがミルウォーキーへ移転するも、ブルワーズは名乗らずブレーブスのままであり、この球団も1965年限りでアトランタへ再移転した。

### アメリカンリーグ時代
現在のチームはエクスパンション（球団拡張）によって1969年に創設されたシアトル・パイロッツが前身である。パイロッツはシアトルで1年だけ活動したが早くも財政的に行き詰まり、これをのちのMLBコミッショナー、バド・セリグが買収してミルウォーキーに移転させ「ミルウォーキー・ブルワーズ」に改称、ブレーブスも使用していたミルウォーキー・カウンティ・スタジアムを本拠地球場とした。なお、パイロッツを失ったシアトル側は移転が不当であるとしてMLB機構を告訴。これに対しMLB機構は1977年の球団拡張でシアトルに球団（シアトル・マリナーズ）を設置するという条件を提示し、告訴は取り下げられた。
ミルウォーキー移転直後はシアトル・パイロッツ時代と同じくアメリカンリーグ西地区に所属していたが、1972年からはワシントン・セネタースがテキサス州アーリントンへ移転したことに伴い、そのテキサス・レンジャーズと入れ替わりにアメリカンリーグ東地区へ移動した。
1970年代は優勝とは縁のない弱小球団だったが、ロビン・ヨーント、ポール・モリター、セシル・クーパー、ゴーマン・トーマスらが台頭するなど徐々にチーム力が向上、1978年に初めて勝率を5割に乗せる。50日間に及ぶストライキの影響で前後期制となった1981年に後期優勝を果たすが、地区シリーズで前期優勝のニューヨーク・ヤンキースに敗れた。翌1982年には、両リーグトップのチーム本塁打216本の強力打線を武器に、95勝67敗で初の地区優勝。リーグチャンピオンシップシリーズでは西地区優勝のカリフォルニア・エンゼルスと対戦し、2連敗と追い込まれたが、その後3連勝で下し、初のリーグ制覇を成し遂げた。ワールドシリーズではチーム本塁打67本で両リーグ最下位のセントルイス・カージナルスと対戦し、3勝4敗で敗れた。1983年には球団史上初めて観客動員数が200万人の大台を突破した。
1985年には江夏豊がメジャー入りを目指しスプリングトレーニングに参加し、メキシカンリーグ出身の左腕、テディ・ヒゲーラと最後の一枠を争う。江夏はキャンプ終盤に調子を落としたことと36歳(当時)という年齢がネックとなり、メジャー入りは果たせず現役を引退、ヒゲーラはこの年15勝をあげる活躍を見せ、一躍メジャーリーグのエース級投手の仲間入りを果たした。
1987年はMLBタイ記録となる開幕13連勝と最高のスタートを切るものの、5月3日から19日にかけて12連敗を喫している。4月15日にはフアン・ニエベスが球団史上初となるノーヒットノーランを達成。またモリターが戦後アメリカンリーグ最長となる39試合連続安打を記録した。91勝71敗で地区3位に終わり、地区優勝を逃した。
1992年はトロント・ブルージェイズと4ゲーム差の地区2位に付けるが、それ以降は5年連続で勝率が5割を下回り、低迷が続く。1994年には3地区制導入に伴いアメリカンリーグ中地区に移動した。

### ナショナルリーグ移籍以降
1997年、翌年から球団拡張によってタンパベイ・デビルレイズ（現・タンパベイ・レイズ）とアリゾナ・ダイヤモンドバックスの2球団が加わるため、地区再編が検討された。両リーグ共に15球団ずつになると、常に試合のないチームが発生するため、どちらかのリーグを14球団に、もう一方を16球団にすることとなった。話し合いの結果、アメリカンリーグを14球団に、ナショナルリーグを16球団にすることが決定した。そしてデビルレイズはアメリカンリーグ東地区に、ダイヤモンドバックスはナショナルリーグ西地区に所属することになり、デトロイト・タイガースがアメリカンリーグ東地区から中地区へ移動した。よってナショナルリーグへ移動するのはアメリカンリーグ中地区所属球団のいずれかとなった。第一候補はカンザスシティ・ロイヤルズで、第二候補はブルワーズかミネソタ・ツインズだった（シカゴ・ホワイトソックス、クリーブランド・インディアンスは候補として挙がっていたかどうかは不明）。1997年のワールドシリーズ終了後にもロイヤルズがナショナルリーグへ移動する見通しであったが、ロイヤルズが突如アメリカンリーグ残留を表明したため、ブルワーズが移動することとなった。
結果的には、ミルウォーキー出身で元ブルワーズのオーナーでもあったMLBコミッショナーのセリグの意向に沿う形となった。シカゴ近郊で、そのマイナーチームもあったことからシカゴ・カブスの人気が根強いミルウォーキーの関係者も、この際ナショナルリーグに移籍し、カブスと同地区で頻繁に対戦することで観客動員の増加を期待していたと考えられる。また、当時強豪チームだったインディアンスと袂を分かつことでポストシーズン進出を狙いやすくする、DH制のないナショナルリーグということで年俸総額を削減できる狙いもあった。全盛期のハンク・アーロン擁するブレーブスが短期間ながらミルウォーキーを本拠としていたため、ミルウォーキーといえばナショナルリーグのイメージが強かったというのもある。

#### 2000年代
2000年のMLBドラフト1巡目でコーリー・ハートを獲得した。
2001年に天然芝で開閉式屋根付きの新本拠地ミラー・パークが開場した。それに伴いチームロゴ・ユニフォームも一新された。当初は2000年の開場予定であったが、建設中の事故により開場が1年遅れるというアクシデントも起こった。新球場効果で観客動員は大幅に増加するがチームは一向に浮上の兆しがなく、ベン・シーツ、リッチー・セクソンなど若手の台頭はあった。
2002年に球団ワースト記録となる106敗を喫して地区最下位に転落、2004年まで3年連続最下位及び12年連続負け越しとなった。
2004年は5月25日にハートがメジャーデビューを果たした。
2005年はセリグオーナーから約2億ドルでマーク・アタナシオが球団を買収。MLBドラフト1巡目でライアン・ブラウンを獲得した。チームは13年ぶりに勝率を5割に乗せ、プリンス・フィルダー、リッキー・ウィークス、J・J・ハーディ、コーリー・ハートといった選手が頭角を現してきた。
2006年は故障者の続出もあって再び負け越しでシーズンを終えた。
2007年は5月25日にブラウンがメジャーデビューを果たした。最終的に前半戦こそ首位を独走したが終盤に失速、カブスに地区優勝を攫われ、ポストシーズン進出もならなかった。しかしフィルダーがシーズン50本塁打で史上最年少（当時23歳）の本塁打王を獲得、ブラウンが新人王に輝くなど若手選手が台頭したシーズンとなった。
2008年はシーズン開幕前の3月4日にジョン・アックスフォードと契約を結んだ。シーズンでは前年のサイ・ヤング賞投手だったCC・サバシアをトレードで獲得。その大車輪の活躍もあって、カブスに次ぐ地区2位となりワイルドカードを獲得したが、ディビジョンシリーズでフィラデルフィア・フィリーズに1勝3敗で敗退した。観客動員数は3,068,458人で、球団史上初めて300万人を越えた。
2009年は9月15日にアックスフォードがメジャーデビューを果たした。

#### 2010年代
2010年はシーズン開幕前の2月3日にナショナルズからマルコ・エストラーダをウェイバーで獲得した。
2011年はザック・グレインキー、ショーン・マーカムを若手有望株計5人を放出するトレードで獲得。安定した試合運びで開幕から勝ち星を伸ばし、29年振り、ナショナルリーグ移籍後初となる地区優勝を果たした。アックスフォードがセーブ王となった。ポストシーズンではアリゾナ・ダイヤモンドバックスとのディビジョンシリーズの最終戦延長10回までもつれ込みサヨナラで制するが、リーグチャンピオンシップシリーズでは1982年のワールドシリーズでも顔を合わせたカージナルスに2勝4敗で敗退。MLB史上初の両リーグからのワールドシリーズ進出は逃した。アメリカンリーグはレンジャーズが優勝したため、ブルワーズが勝てばこちらも史上初の「エクスパンションチーム同士によるワールドシリーズ」になるところだった。観客動員数は3,071,373人で球団記録を更新した。オフにはポスティングシステムを行使してのMLB挑戦を表明した東京ヤクルトスワローズの青木宣親との交渉権を250万ドルで獲得した。
2012年は主砲のライアン・ブラウンが本塁打王並びに2年連続のトリプルスリーを達成したことや、青木の活躍などもあり、チーム本塁打数がナ・リーグ1位であったほか盗塁数もナ・リーグ最多と攻撃面は申し分ない活躍を見せたが、中継ぎ陣が目を覆いたくなるような惨状で、そのまま逆転負けを喫する試合が多かった。終盤にはワイルドカード争いをするまでに追い上げたものの、地区3位となりプレーオフ進出を逃した。
2013年はMLBドラフト2巡目でデビン・ウィリアムズを獲得した。8月30日にアックスフォードとトレードでマイケル・ブレイゼックをカージナルスから獲得した。オフにはハートがFAとなった。
2014年はオフの11月1日にエストラーダとのトレードでアダム・リンドをブルージェイズから獲得した。
2015年は7月30日にカルロス・ゴメス、マイク・ファイヤーズとトレードでドミンゴ・サンタナ、ジョシュ・ヘイダー、ブレット・フィリップス、エイドリアン・ハウザーを獲得した。オフの12月9日にリンドとトレードでフレディ・ペラルタ、ダニエル・ミサキをマリナーズから獲得した。
2016年はオフの11月29日にKBOリーグのNCダイノスからMLB復帰を目指したエリック・テームズを3年契約で獲得した。
2017年は6月10日にヘイダーがメジャデビューを果たした。MLBドラフト1巡目でケストン・ヒウラを獲得した。
2018年はシーズン開幕前の1月15日にルイス・ブリンソン、イーサン・ディアス、マンテイ・ハリソン、ジョーダン・ヤマモトとトレードでマーリンズからクリスチャン・イエリッチを獲得した。
シーズンでは5月13日にペラルタがメジャーデビューを果たした。
イエリッチが打率.326・36本塁打・110打点の大活躍を見せ、この年のナ・リーグ首位打者のタイトルを獲得した。またカンザスシティ・ロイヤルズから古巣復帰となったロレンゾ・ケインも活躍。ヘスス・アギラーも35本塁打、108打点の活躍を見せるなど打撃陣の好調が見られた。投手陣はジョーリス・チャーシンが15勝を挙げ、ジェレミー・ジェフレスやコーリー・クネイブルなどの中継ぎ投手の踏ん張りもあった。オールスターゲーム後はロイヤルズからマイク・ムスタカス、ボルチモア・オリオールズからジョナサン・スコープ、トロント・ブルージェイズからカーティス・グランダーソンをトレードで獲得した。そして同地区のシカゴ・カブスとのワンゲームプレーオフを制し2011年以来の中地区優勝を果たした。ディビジョンシリーズゲームはカブスとのワイルドカードを制したコロラド・ロッキーズを3連勝でスウィープした。そしてロサンゼルス・ドジャースとのリーグ優勝決定シリーズでは3勝4敗で1982年以来のリーグ優勝とはならずシーズンを終えた。シーズン終了後イエリッチはナ・リーグMVPを受賞した。
2019年は5月14日にヒウラがメジャーデビューを果たした。8月7日にウィリアムズがメジャーデビューを果たした。オフの10月31日にテームズが契約満了でFAとなった。

#### 2020年代
2020年はCOVID-19の影響で60試合の短縮シーズンとなる中でヘイダーがセーブ王、ウィリアムズが新人王を獲得した。一方でフランチャイズプレイヤーだったブラウンが契約満了で退団した。シーズンは29勝31敗と負け越しながらも、特別ルールでワイルドカードに進出。なお最終成績はジャイアンツと勝率8位で並んだが、所属する地区における対戦成績の差でジャイアンツを上回った。ワイルドカードプレーオフはドジャースに0勝2敗で敗れた。
2021年はシーズン開幕前の2月5日にカージナルスからFAとなっていたコルテン・ウォンを獲得した。3月8日にはレッドソックスからFAとなっていたジャッキー・ブラッドリー・ジュニアを獲得した。シーズンでは8月2日に金銭トレードでブルージェイズからアックスフォードを獲得した。9月2日にチームからウィリアムズが8月のリリーバー・オブ・ザ・マンスを受賞した。9月11日にバーンズとヘイダーがインディアンス戦で継投でのノーヒットノーランを達成した。MLB全体では9度目、球団としては1987年以来2度目の快挙だった。シーズンでは打線は貧弱ながらウッドラフ、バーンズ、ペラルタ、エリック・ラウアー、エイドリアン・ハウザーなどの先発投手が奮闘し、2018年以来の地区優勝を達成した。しかし、NLDSでアトランタ・ブレーブスに1勝3敗で敗れて敗退した。
オフに11月17日に全米野球記者協会からバーンズが自身初、球団史上3人目となるサイ・ヤング賞を受賞した。
2023年は2021年以来、2年ぶりの地区優勝を達成した。しかし、ワイルドカードでアリゾナ・ダイヤモンドバックスに0勝2敗で敗れた。

## 選手名鑑

### アメリカ野球殿堂表彰者
- ハンク・アーロン (Hank Aaron)
- ローリー・フィンガース (Rollie Fingers)
- トレバー・ホフマン (Trevor Hoffman)
- ポール・モリター (Paul Molitor)
- デーブ・パーカー (Dave Parker)
- CC・サバシア (CC Sabathia)
- テッド・シモンズ (Ted Simmons)
- ドン・サットン (Don Sutton)
- ロビン・ヨーント (Robin Yount)

### 永久欠番
| 番号 | 選手                                     | ポジション     | 備考                 |
| ---- | ---------------------------------------- | -------------- | -------------------- |
| 1    | バド・セリグ (Bud Selig)                 | オーナー       | 2015年指定           |
| 4    | ポール・モリター (Paul Molitor)          | 三塁手         | 1999年指定           |
| 19   | ロビン・ヨーント (Robin Yount)           | 遊撃手、コーチ | 1994年指定           |
| 34   | ローリー・フィンガーズ (Rollie Fingers)  | 投手           | 1992年指定           |
| 42   | ジャッキー・ロビンソン (Jackie Robinson) | 二塁手         | 全球団共通の永久欠番 |
| 44   | ハンク・アーロン (Hank Aaron)            | 指名打者       | 1976年指定           |

意図的に使用されていない番号
- 17 - ジム・ガントナー

### 歴代所属日本人選手
- 11 野茂英雄 (1999年)
- 52 マック鈴木 (2001年)
- 95 野村貴仁 (2002年)
- 55 大家友和 (2005年 - 2006年)
- 40 斎藤隆 (2011年)
- 7 青木宣親 (2012年 - 2013年)

## ブルワーズ・ウォーク・オブ・フェイム
2001年に設立され、19人が表彰されている。

### ウォーク・オブ・フェイム表彰者
- ハンク・アーロン（2001年）
- ローリー・フィンガーズ（2001年）
- ロビン・ヨーント（2001年）
- ポール・モリター（2001年）
- バド・セリグ（2002年）
- セシル・クーパー（2002年）
- ボブ・ユッカー（2003年）
- ハリー・ドルトン（2003年）
- ジム・ガントナー（2004年）
- ゴーマン・トーマス（2004年）

- ハービー・キーン（2005年）
- ドン・マネー（2005年）
- ウォーレン・スパーン（2007年）
- エディ・マシューズ（2007年）
- ジョン・クイン（2007年）
- ルー・バーデット（2009年）
- ジョニー・ローガン (2013年)
- テディ・ヒゲーラ (2015年)
- ジョー・アドコック (2016年)

## ブルワーズ・ウォール・オブ・オナー
ウォーク・オブ・フェイムなどの表彰を補完するものとして設計された、スタジアムの壁の常設展示。受賞した選手の肖像プレートが飾られている。
2014年に設立され、2022年までに71人が表彰されている。

### 表彰者
- ハンク・アーロン (2014年)
- ジェリー・オーガスティン (2014年)
- サル・バンドー (2014年)
- クリス・ボシオ (2014年)
- ジョニー・ブリッグス (2014年)
- ジェロミー・バーニッツ (2014年)
- マイク・コールドウェル (2014年)
- ビル・カストロ (2014年)
- ジェフ・シリーロ (2014年)
- ジム・コルボーン (2014年)
- セシル・クーパー (2014年)
- クレイグ・カウンセル (2014年)
- チャック・クリム (2014年)
- ロブ・ディアー (2014年)
- カル・エルドレッド (2014年)
- マイク・フェターズ (2014年)
- ローリー・フィンガーズ (2014年)
- ジム・ガントナー (2014年)
- ムース・ハース (2014年)
- ビル・ホール (2014年)
- ダリル・ハミルトン (2014年)
- テディ・ヒゲーラ (2014年)
- ジョン・ジャーハ (2014年)
- ジェフ・ジェンキンス (2014年)

- ハービー・キーン (2014年)
- シクスト・レスカーノ (2014年)
- パット・リスタッチ (2014年)
- マーク・ロレッタ (2014年)
- デーブ・メイ (2014年)
- ボブ・マクルーア (2014年)
- ポール・モリター (2014年)
- ドン・マネー (2014年)
- チャーリー・ムーア (2014年)
- ハイメ・ナバーロ (2014年)
- デーブ・ニルソン (2014年)
- ベン・オグリビー (2014年)
- ダン・プリーサック (2014年)
- ダレル・ポーター (2014年)
- ケン・サンダース (2014年)
- ジョージ・スコット (2014年)
- ケビン・サイツァー (2014年)
- バド・セリグ (2014年)
- リッチー・セクソン (2014年)
- ベン・シーツ (2014年)
- テッド・シモンズ (2014年)
- ジム・スレイトン (2014年)
- B.J.サーホフ (2014年)
- ドン・サットン (2014年)

- ゴーマン・トーマス (2014年)
- ビル・トラバース (2014年)
- ボブ・ユッカー (2014年)
- ホセ・バレンティン (2014年)
- グレッグ・ボーン (2014年)
- フェルナンド・ビーニャ (2014年)
- ピート・ブコビッチ (2014年)
- ビル・ウェグマン (2014年)
- ボブ・ウィックマン (2014年)
- ロビン・ヨーント (2014年)
- ビル・シュローダー (2015年)
- コーリー・ハート (2017年)
- ハリー・ダルトン (2018年)
- プリンス・フィルダー (2018年)
- ダグ・メルビン (2018年)
- J.J.ハーディ (2019年)
- トレバー・ホフマン (2019年)
- リッキー・ウィークス (2019年)
- ヨバニ・ガヤルド (2021年)
- カルロス・ゴメス (2021年)
- フランシスコ・ロドリゲス (2021年)
- ライアン・ブラウン (2022年)
- ジョナサン・ルクロイ (2022年)

## 傘下マイナーチーム
| クラス | チーム                                                                    | 参加リーグ                                            | 提携   | 本拠地                                                        |
| ------ | ------------------------------------------------------------------------- | ----------------------------------------------------- | ------ | ------------------------------------------------------------- |
| AAA    | ナッシュビル・サウンズ Nashville Sounds                                   | インターナショナルリーグ International League         | 2015年 | テネシー州ナッシュビル ファースト・ホライゾン・パーク         |
| AA     | ビロクシ・シャッカーズ Biloxi Shuckers                                    | サザンリーグ Southern League                          | 2015年 | ミシシッピ州ハリソン郡ビロクシ MGMパーク                      |
| High-A | ウィスコンシン・ティンバーラトラーズ Wisconsin Timber Rattlers            | ミッドウェストリーグ Midwest League                   | 2009年 | ウィスコンシン州アップルトン フォックス・シティズ・スタジアム |
| Low-A  | カロライナ・マドキャッツ Carolina Mudcats                                 | カロライナリーグ Carolina League                      | 2017年 | ノースカロライナ州ゼブロン ファイブ・カウンティ・スタジアム   |
| Rookie | アリゾナ・コンプレックスリーグ・ブルワーズ Arizona Complex League Brewers | アリゾナ・コンプレックスリーグ Arizona Complex League | 2001年 | アリゾナ州フェニックス メリーベイル・ベースボール・パーク     |
| Rookie | ドミニカン・サマーリーグ・ブルワーズ Dominican Summer League Brewers      | ドミニカン・サマーリーグ Dominican Summer League      | 2009年 | ドミニカ共和国 シウダー・デ・ベイスボル                       |